# Mądrzechowo
Mądrzechowo (kaszub. Mądrzechòwò; niem. Mangwitz) – wieś kaszubska w Polsce na Pojezierzu Bytowskim przy 20 ze Stargardu do Gdyni, położona w województwie pomorskim, w powiecie bytowskim, w gminie Bytów. Bliskość miasta powiatowego przyśpiesza przekształcanie się Mądrzechowa w południowo-wschodnie przedmieście Bytowa. Około dwustu metrów na południowy zachód od wsi przebiega nieczynna w chwili obecnej (stan na 11.11.2006) linia kolejowa łącząca Bytów z Lipuszem.
W latach 1975–1998 miejscowość administracyjnie należała do województwa słupskiego.